# Maytenus buxifolia
Maytenus buxifolia är en benvedsväxtart. Maytenus buxifolia ingår i släktet Maytenus och familjen Celastraceae.

## Underarter
Arten delas in i följande underarter:
- M. b. buxifolia
- M. b. cajalbanica
- M. b. cochleariifolius
- M. b. monticola
- M. b. serpentini